# مارسيو ريزيند دي فريتاس
مارسيو ريزيند دي فريتاس (بالبرتغالية: Márcio Rezende de Freitas‏) هو حكم كرة قدم ولاعب كرة قدم برازيلي، ولد في 22 ديسمبر 1960 في كورونيل فابريسيانو في البرازيل.

## وصلات خارجية
- مارسيو ريزيند دي فريتاس على موقع Soccerway.com (الإنجليزية)
- مارسيو ريزيند دي فريتاس على موقع أوليمبيديا (الإنجليزية)